# Никарагуанское демократическое движение
Никарагуанское демократическое движение (исп. Movimiento Democrático Nicaragüense; MDN) — никарагуанская политическая партия левоцентристского толка. Участвовало в Сандинистской революции, затем в антисандинистском движении Контрас. Легализовано после окончания гражданской войны. Серьёзным политическим влиянием не обладало, но пользовалось широкой известностью благодаря своему основателю Альфонсо Робело. Утратило статус зарегистрированной партии в 2004.

## От сандинистов к контрас
MDN было создано в 1978, незадолго до свержения режима Анастасио Сомосы, по инициативе оппозиционного активиста Альфонсо Робело. Партия участвовала в Сандинистской революции как политико-организационная и агитационная структура. Социал-либеральный характер MDN способствовал привлечению международных симпатий, особенно в Западной Европе и США. Альфонсо Робело состоял в революционной правительственной хунте первого состава.
Режим СФНО быстро ужесточался в прокоммунистическом духе, и с 1981 MDN вынуждено было перейти в оппозицию. Робело вышел из хунты и вскоре эмигрировал в Коста-Рику. Партия участвовала в политических проектах движения Контрас. Первоначально MDN примкнуло к Революционно-демократическому альянсу (ARDE) Эдена Пасторы. Вскоре между леворадикалом Пасторой и социал-либералом Робело произошёл разрыв по идейно-политическим мотивам. MDN переориентировалось на блок с Никарагуанскими демократическими силами (FDN) Адольфо Калеро, Энрике Бермудеса и Аристидеса Санчеса. Весной 1985 была учреждена Объединённая никарагуанская оппозиция. 
Коалиционные отношения складывались сложно, поскольку левый радикализм ARDE и правый радикализм FDN противоречили левоцентристской идеологии MDN. Кроме того, в отличие от партнёров по коалициям, MDN не имела боевых сил, что сильно снижало влияние в условиях гражданской войны. В то же время присутствие социал-демократов и левых либералов было выгодно контрас с имиджевой стороны.
Весной 1987 MDN присоединилось к коалиции Никарагуанское сопротивление (RN). Однако уже в начале 1988 Робело вышел из руководства RN по требованию коста-риканского правительства. Лидеры FDN не посчитали этой проблемой.

## В послевоенной политике
В 1989 невооружённая левоцентристская MDN стала первой организацией контрас, легализованной сандинистскими властями. После мирных договорённостей между правительством СФНО и RN в феврале 1990 в Никарагуа состоялись свободные выборы. Победу одержал Национальный союз оппозиции, в котором участвовало и MDN. Однако самостоятельное влияние партии было невелико. Робело поступил на дипломатическую службу и отправился послом в Коста-Рику. Его ближайший соратник, писатель и журналист Фабио Гадеа, занялся радиопропагандой, а в 1993 официально возглавил политическую организацию бывших контрас — Партию никарагуанского сопротивления.
На выборах 1996 MDN выступало в блоке с консерваторами и национал-демократами, получив менее 1 % голосов. На выборах 2001 партия вначале подключалась к объединительному проекту независимых либералов, затем вступила в альянс с правящей Либерально-конституционной партией (ЛКП) Арнольдо Алемана, но участие MDN не было значимым. Коалиционные партнёры MDN менялись часто, но партия всегда выступала оппонентом СФНО.
После поражения на муниципальных выборах 2004 MDN утратило регистрацию. На президентских и парламентских выборах 2006 активисты поддерживали Никарагуанский либеральный альянс и Эдуардо Монтеалегре, в 2011 — Независимую либеральную партию и Фабио Гадеа.

## Вне политического расклада
Никарагуанская политическая система отличается большой спецификой. Она плотно контролируется олигархическими семейными кланами (прежде всего Ортега, Чаморро, Алеман) и двумя по видимости противостоящими силами — СФНО и конгломератом праволиберальных структур, прежде всего ЛКП. Социал-демократическая риторика (наряду с традиционалистской) присвоена сандинистами. Место для независимой социал-демократии в лице MDN нашлось в движении Контрас, но оказалось непредусмотрено в послевоенной политике (впрочем, сходную нишу смогли занять «сандинистские диссиденты» из Движения за сандинистское обновление).